# Empoasca rex
Empoasca rex är en insektsart som beskrevs av Rowland Southern 1982. Empoasca rex ingår i släktet Empoasca och familjen dvärgstritar. Inga underarter finns listade i Catalogue of Life.